# Дамир Урбан
Дамир Урбан (рођен 19. септембра 1968) хрватски је певач, текстописац и гитариста, познат као певач и текстописац музичке групе Лауфер, али и као соло певач са групом Урбан & 4.

## Младост
Дамир Урбан рођен је 19. септембра 1968. године у Ријеци у тадашњој Социјалистичкој Републици Хрватској. Своју прву музичку групу La Bellona основао је 1984. године, а у њој је свирао бас гитару, писао текстове и музику. Са овом групом је први пут свирао уживо, иако је данас остало јако мало од њихове музике.
Урбан постаје члан групе Лауфер 1986. године, која је дефинисала хрватску рок сцену почетком деведесетих година прошлог века. Група Лауфер објавила је свој први албум The Best Off... 1993. године у ком су се појавили хитови као што су „Лопов Џек”, „Свијет за нас” и њихова несумњиво најпознатија песма „Моја вода”. Урбан је написао све текстове песама, а помогао је у писању музике већине песама на албуму.
Њихов други албум, Пустиње, објављен је 1994. године, да би се група убрзо након тога распала због несугласица око тога коју музичку визију Лауфер треба да следи.

## Соло каријера
Дамир Урбан је свој први самостални албум Отровна киша објавио 1996. године, а наишао је на похвале критичара. На албуму су се појавили хитови као што је „Астронаут”, али је врхунац Урбанове каријере тек уследио.
Други албум Жена дијете објавио је 1998. године који је наишао на још веће похвале критичара, а на њему су се појавили хитови „Мала труба”, „Одлучио сам да те волим” и „Black Tattoo” (у којој се појављује сплитска хип хоп група The Beat Fleet). Урбан је одбио награду Порин за албум који је био номинован за најбољи алтернативни албум, а он је сматрао да је његов албум рок албум, па није желео да „украде” награду од стварних алтернативних уметника.
Након огромног успеха албума Жена дијете, Урбан почиње да ради на новом албуму под називом Меркур, а објављена су два сингла: „Aroma Satanica” и „Моја”, чији је видео забрањен на многим хрватским телевизијским станицама због графичких приказа секса хомосексуалаца. Прошло је више од шест година, а Меркурније видео светлост дана док Дамир Урбан није написао музику за неколико представа. Коначно, 2004. године најављено је да ће Меркур бити укинут у корист другог албума под називом Ретро који је објављен исте године са мешовитим рецензијама, али је имао комерцијалног успеха.
Ретро је веома контроверзан по томе што је био концептуални албум који описује пропаст везе због невере. Заправо, многи тврде да описује пропаст Урбанове везе са његовом супругом у то време. Већина песама описује новопронађену љубав Дамира Урбана, Милицу Черни која је заправо написала стихове за две песме на албуму.
Урбан & 4 објавили су свој нови албум Hello 29. маја 2009.
Урбан је био члан Вијећа за нове медијске културе Министарства културе Хрватске од 2004. до 2009. године.

## Дискографија

### Компилације
- Laufer I Urban & 4 - The Ultimate Collection (Кроација рекордс, 2015)

### Лауфер

#### Албуми
- The best off… (Корона, 1993)
- Пустиње (Кроација рекордс, 1994)

#### Синглови и ЕП-ови
- „Лопов Џек” (1992)
- „Љубав као хероин/Дио тебе” (1993)
- „Лауфер” (Кроација рекордс, Т. Р. И. П., 1994)
- „ЕП” (Кроација рекордс, Т. Р. И. П., 1995)

### Урбан & 4

#### Албуми
- Отровна киша (Изабела рекордс, 1996)
- Жена дијете (Кроација рекордс, 1998)
- Ретро<< (Кроација рекордс, 2004)
- Hello! (Кроација рекордс, 2009)
- No Mix! No Sex! Urban & 4 Live 100% (Кроација рекордс, 2010)
- Мамут (Акваријус рекордс, 2014)
- Live 2015 (Акваријус рекордс, 2015)

#### Синглови и ЕП-ови
- „Астронаут” (Изабела рекордс, 1996)
- „Моја” (Кроација рекордс, 2001)
- „Спелујем ти исприку” (Кроација рекордс, 2004)
- „Лимун” (Кроација рекордс, 2007)
- „Live Rijeka” (Кроација рекордс, 2009)
- „Магнет” (Кроација рекордс, 2009)
- „Кундера” (Акваријус рекордс, 2012)
- „Сутра ћемо причати” (Акваријус рекордс, 2014)